# Laura Carmichael
Laura Elizabeth Carmichael (16 de Julho de 1986)  é uma atriz inglesa, mais conhecida por seu papel na série de TV britânica Downton Abbey, representando Lady Edith Crawley. Em 2016, Carmichael estrelou em uma produção chamada The Maids, junto com Uzo Aduba e Zawe Ashton.

## Primeiros anos
Laura Elizabeth Carmichael nasceu em Southampton, Hampshire, Inglaterra, filha de Sarah, uma técnica de radiologia, e Andy Carmichael, um consultor de software. Ela tem duas irmãs: Amy, que trabalha para uma empresa de software start-up, e Olivia, um voluntária da caridade com o NHS.
Um de seus bisavôs paternos era aviador, Norman Blackburn. Carmichael foi educada na Shirley Junior School, The Mountbatten School, e no Peter Symonds College. Ela treinou na Bristol Old Vic Theatre School, graduando-se em 2007.

## Carreira

### Cinema e televisão
Entre 2010 e 2015 Carmichael trabalhou como Lady Edith Crawley em Downton Abbey, o que fez com que ela fosse reconhecida internacionalmente.
Outros papéis na televisão incluem peças em "The Heart of Thomas Hardy" e "End of Our Street".
Em 2011 ela apareceu em Tinker Tailor Soldier Spy, e representou Henriette no filme Madame Bovary.
Carmichael aparece como Seph no filme de comédia "Burn, Burn, Burn", que foi lançado em Outubro de 2015.
Ela está cotada para estrelar em "A United kingdom" como Muriel Williams, e em "Marcella" como Maddy Stevenson, todos em 2016.

### Teatro
Carmichael fez sua estréia no West End em "Uncle Vanya" oposta a Anna Friel e Samuel West em outubro de 2012.
Ela atuou como Arabella em "The Fitzrovia Radio Hour" no The Underglobe Theatre no começo de 2013.
No começo de 2016, Carmichael participou como Madam, na produção de Jamie Lloyd: "The Maids", gravada nos Trafalgar Studios no West End de Londres.
Carmichael também apareceu em "Plenty" no Sheffield Crucible Theatre, e atuou como Laura em "Reasons for Living" como parte do Scratch Festival no Battersea Arts Centre. No final de 2009, Laura fez o papel de Miranda em uma produção da peça The Tempest, de Shakespeare.

## Vida Pessoal
Laura Carmichael mora em Camden, ao norte de Londres. Ela é amiga íntima de Michelle Dockery, que fez o papel de Lady Mary Crawley em Downton Abbey.
Antes de atuar como Lady Edith no começo de 2010, Carmichael trabalhou como secretária em uma clínica médica.

## Filmografia
| Ano       | Título                         | Papel              |
| --------- | ------------------------------ | ------------------ |
| 2009      | House at the End of Our Street | Yvonne             |
| 2010      | The Heart of Thomas Hardy      | Hardy's maid       |
| 2010–2015 | Downton Abbey                  | Lady Edith Crawley |
| 2011      | Tinker Tailor Soldier Spy      | Sal                |
| 2014      | Madame Bovary                  | Henrietta          |
| 2015      | Burn, Burn, Burn               | Seph               |
| 2016      | A United Kingdom               | Muriel Williams    |
| 2016      | Marcella                       | Maddy Stevenson    |
| 2019      | Downton Abbey                  | Edith Pelham       |
| ?         | Downton Abbey II               | Edith Pelham       |

## Teatro
| Ano  | Título                   | Papel         | Local                      |
| ---- | ------------------------ | ------------- | -------------------------- |
| 2009 | Reasons for Living       | Laura         |                            |
| 2009 | The Tempest              | Miranda/Ariel |                            |
| 2011 | Plenty                   | Louise/Dorcas | Sheffield Crucible Theatre |
| 2012 | Uncle Vanya              | Sonya         | Vaudeville Theatre         |
| 2013 | The Fitzrovia Radio Hour | Arabella      | Underglobe Theatre         |
| 2016 | The Maids                | Madam         | Trafalgar Studios          |